# Yamaguchi Falcão Florentino
Yamaguchi Falcão Florentino (ur. 24 stycznia 1988 w Colatina) – brazylijski bokser, brązowy medalista igrzysk olimpijskich i srebrny igrzysk panamerykańskich. Brat boksera Esquivy Falcão Florentino.
W 2011 reprezentował Brazylię na Mistrzostwach Świata w Baku w wadze półciężkiej. W pierwszej walce pokonał Ekwadorczyka Carlosa Góngorę a następnie przegrał z Elshodem Rasulowem reprezentantem Uzbekistanu. Dwa tygodnie później wystąpił na Igrzyskach Panamerykańskich w Gudalajarze. W pierwszej walce pokonał Felixa Alvareza z Dominikany, w półfinale wygrał z Meksykaninem Armando Piñą, a w finale przegrał na punkty z mistrzem świata Kubańczykiem Julio de la Cruzem zdobywając srebrny medal.
W maju 2012 w Rio de Janeiro uzyskał kwalifikację do Igrzysk Olimpijskich w Londynie. Na igrzyskach pokonał Sumita Sangwana (Indie), Meng Fanlonga (Chiny) i w ćwierćfinale Julio de la Cruza, któremu zrewanżował się za porażkę na igrzyskach panamerykańskich. W półfinale przegrał z późniejszym mistrzem olimpijskim Rosjaninem Jegorem Miechoncewem zdobywając brązowy medal.